# Ann Rutherford
Therese Ann Rutherford (Vancouver, 2 novembre 1917 – Beverly Hills, 11 giugno 2012) è stata un'attrice canadese naturalizzata statunitense.
La sua fama è principalmente legata all'interpretazione di Polly Benedict, eterna fidanzata di Andy Hardy (Mickey Rooney), in una popolare serie di commedie prodotte dalla MGM negli anni trenta e quaranta, e soprattutto per il ruolo di Carole O'Hara, la sorella della protagonista, Rossella (Scarlett), interpretata da Vivien Leigh nel celebre film Via col vento, vincitore di ben otto premi Oscar.

## Biografia
Figlia del tenore John Defferin Rutherford e dell'attrice Lucille Mansfield (cugina dell'attore Richard Mansfield), riscosse i primi successi sin dall'infanzia quale prolifica interprete radiofonica. Apparve per la prima volta sul grande schermo nel 1935, quando ottenne una parte nel film La ragazza del porto di Joseph Santley. In appena tre anni, fra il 1935 ed il 1938, partecipò ad oltre venti pellicole, raggiungendo una certa notorietà.
Nel 1939 venne chiamata a interpretare Carole O'Hara, una delle sorelle di Rossella in Via col vento, capolavoro di Victor Fleming. Il successo clamoroso del film consentì alla carriera della Rutherford di decollare. Un altro personaggio di spicco che la diciottenne attrice interpretò nel 1940 fu quello di Lydia, la giovane sorella avventata che scappa di casa mettendo a soqquadro l'ambiente familiare, in Orgoglio e pregiudizio, film prodotto dalla MGM, una delle numerose versioni cinematografiche del capolavoro di Jane Austen.
Fra il 1938 e il 1943, recitò soprattutto in pellicole incentrate sul personaggio di Andy Hardy, in cui fece coppia fissa con Mickey Rooney, calandosi nei panni della dolce Polly Benedict, fidanzata di Andy.
Dopo alcuni anni di discontinua attività, Ann Rutherford si ritirò dal cinema nel 1953, in seguito al matrimonio con l'attore e produttore William Dozier, durato sino alla morte di lui, avvenuta nel 1991.
Ritornò a una sporadica attività sul grande schermo all'inizio degli anni settanta, apparendo in Chi ha ucciso Jenny? (1972), di James Goldstone e in Won Ton Ton, il cane che salvò Hollywood (1976), di Michael Winner, ma senza particolare seguito.
Nel 1997 i produttori di Titanic di James Cameron, la contattarono per offrirle la parte dell'anziana Rose Calvert, ma la Rutherford rifiutò. Il ruolo venne magistralmente sostenuto da Gloria Stuart, che ottenne anche una candidatura al premio Oscar alla miglior attrice non protagonista.
Nel novembre del 2005 la Rutherford celebrò i suoi ottantacinque anni con una sfarzosa cerimonia pubblica a Beverly Hills, città nella quale risiedeva da molti anni. Alla cerimonia non intervennero né Olivia de Havilland né Evelyn Keyes (affetta dalla malattia di Alzheimer), uniche componenti superstiti del cast di Via col vento (oltre ad Alicia Rhett). Evelyn Keyes sarebbe poi morta nel 2008.
Da tempo malata di cuore, morì all'età di novantaquattro anni nella sua casa di Beverly Hills, assistita dai suoi familiari e dall'amica Anne Jeffreys, che ebbe il compito di comunicare la notizia ai giornalisti.

## Vita privata
Ann Rutherford (la cui sorella Judith ebbe una breve carriera di attrice e di cantante con il nome di Judith Arlen), fu sposata due volte: la prima nel 1942 con David May, da cui divorziò nel 1953 e dal quale ebbe una figlia, l'attrice Gloria May, nata nel 1943, mentre la seconda con il già citato William Dozier. Era la matrigna dell'attrice Debbie Dozier. Un lungo e duraturo rapporto d'amicizia ha legato la Rutherford per tutta la sua vita alle attrici Carla Laemmle ed Anne Jeffreys.

## Riconoscimenti
- Ad Ann Rutherford sono dedicate due stelle nell'Hollywood Walk of Fame.
- Young Hollywood Hall of Fame (1930's)

## Filmografia parziale

### Cinema
- La ragazza del porto (Waterfront Lady), regia di Joseph Santley (1935)
- La banda dei razziatori (The Lawless Nineties), regia di Joseph Kane (1936)
- Il sentiero solitario (The Lonely Trail), regia di Joseph Kane (1936)
- The Oregon Trail, regia di Scott Pembroke (1936)
- La sposa vestiva di rosa (The Bride Wore Red), regia di Dorothy Arzner (1937)
- You're Only Young Once, regia di George B. Seitz (1937)
- La ragazza del porto (Waterfront Lady) regia di Joseph Stanley (1937)
- Cuori umani (Of Human Hearts), regia di Clarence Brown (1938)
- I ragazzi del giudice Hardy (Judge Hardy's Children), regia di George B. Seitz (1938)
- L'amore trova Andy Hardy (Love Finds Andy Hardy), regia di George B. Seitz (1938)
- Cowboy dilettante (Outwest with the Hardys), regia di George B. Seitz (1938)
- Passione ardente (Dramatic School), regia di Robert B. Sinclair (1938)
- The Hardys Righ High, regia di George B. Seitz (1939)
- Andy Hardy e la febbre di primavera (Andy Hardy Gets Spring Fever), regia di George B. Seitz (1939)
- Via col vento (Gone with the Wind), regia di Victor Fleming (1939)
- Giudice Hardy e figlio (Judge Hardy and Son), regia di George B. Seitz (1939)
- Andy Hardy incontra la debuttante (Andy Hardy Meets Debutante), regia di George B. Seitz (1940)
- Orgoglio e pregiudizio (Pride and Prejudice), regia di Robert Z. Leonard (1940)
- Avventura nel Wyoming (Wyoming), regia di Richard Thorpe (1940)
- La segretaria privata di Andy Hardy (Andy Hardy's Private Secretary), regia di George B. Seitz (1941)
- La prima notte in tre (Whistling in the Dark), regia di S. Sylvan Simon (1941)
- La vita comincia per Andy Hardy (Life Begins for Andy Hardy), regia di George B. Seitz (1941)
- Odio di sangue (Badlands of Dakota), regia di Alfred E. Green (1941)
- Il corteggiamento di Andy Hardy (The Courtship of Andy Hardy), regia di George B. Seitz (1942)
- Voglio essere più amata (Orchestra Wives), regia di Archie Mayo (1942)
- La doppia vita di Andy Hardy (Andy Hardy's Double Life), regia di George B. Seitz (1942)
- Il ritorno del Lupo (Whistling in Dixie), regia di S. Sylvan Simon (1942)
- Happy Land, regia di Irving Pichel (1943)
- Il coraggio delle due (Two O'Clock Courage), regia di Anthony Mann (1945)
- Nessuno ti avrà mai (The Madonna's Secret), regia di Wilhelm Thiele (1946)
- La morte ride (Murder in the Music Hall), regia di John English (1946)
- Sogni proibiti (The Secret Life of Walter Mitty), regia di Norman Z. McLeod (1947)
- Le avventure di Don Giovanni (Adventures of Don Juan), regia di Vincent Sherman (1948)
- Operation Haylift, regia di William Berke (1950)
- Chi ha ucciso Jenny? (They Only Kill Their Masters), regia di James Goldstone (1972)
- Won Ton Ton, il cane che salvò Hollywood (Won Ton Ton: The Dog Who Saved Hollywood), regia di Michael Winner (1976)

### Televisione
- General Electric Theater – serie TV, episodio 2x09 (1953)
- Climax! – serie TV, episodi 2x02-2x24-4x17 (1955-1958)
- Panico (Panic!) – serie TV, episodio 2x03 (1958)
- Tales of Wells Fargo – serie TV, episodio 3x24 (1959)
- Perry Mason – serie TV, 4 episodi (1959-1964)

## Doppiatrici italiane
- Miranda Bonansea in Via col vento, La morte ride (Il pugnale misterioso), Passione ardente, Orgoglio e pregiudizio
- Rosetta Calavetta in Sogni proibiti
- Lia Orlandini in Le avventure di Don Giovanni
- Emanuela Rossi nel ridoppiaggio di Orgoglio e pregiudizio